# 120040 Пальяріні
120040 Пальяріні (120040 Pagliarini) — астероїд головного поясу, відкритий 24 січня 2003 року.
Тіссеранів параметр щодо Юпітера — 3,398.